# Mario Reis
Mario Franz Maria Reis (* 24. Dezember 1953 in Weingarten, Deutschland) ist ein international arbeitender bildender Künstler.  Seine Werkgruppen sind: Naturaquarelle, Blindzeichnungen, Zugspuren und Salzarbeiten.

## Ausbildung
Reis studierte von 1973 bis 1978 an der Staatlichen Kunstakademie Düsseldorf. Von 1978 bis 1979 war er Meisterschüler von Prof. Günther Uecker.

## Werk

### Naturaquarelle
Für die Werkgruppe der Naturaquarelle entwickelte Reis ein Konzept, Wasser als Malmedium zu nutzen, indem er das fließende Wasser den Pinsel führen lässt. Reis installiert einen mit Baumwolltuch bespannten Keilrahmen in speziell ausgewählte Flüsse, so dass sich deren Sedimente auf dem Tuch ablagern, es strukturieren und einfärben. Nach einer von Reis bestimmten Zeitdauer wird der Rahmen aus dem Wasser gehoben und die Oberfläche wird getrocknet, abgespannt und versiegelt.
Mario Reis begann mit der Werkreihe der Naturaquarelle 1977. Seitdem hat sich diese Arbeit in ein weltweites Projekt entwickelt.  Folgende Naturaquarell-Projekte führte er unter anderem durch: (2007) Gewässer aus dem Neandertal, (2004) Naturaquarelle Nordamerika: Kalifornien, Colorado, Montana, Nevada, New Mexico, Alberta, British Columbia, Kanton Schwyz, Schweiz. (2001) Naturaquarelle Nordamerika: Texas, Colorado, New Mexico, Nevada, North Dakota, Montana, Idaho, Utah. (1997) Die Haller Ebene, Baden-Württemberg. (1995) Kärnten, Österreich. (1994) Nord Amerika Projekt: Alaska und Kanada. (1993) Nord Amerika Projekt: 30 Staaten östlich von Kansas City, Ks und Hawai'i, USA. (1992) Nord Amerika Projekt: 18 Staaten westlich von Kansas City, Ks, USA. (1991) Nord Amerika Projekt: Mexiko. (1990)  Japan, DDR-Projekt. (1988) Afrika: Algerien, Kamerun, Kenia, Niger, Ruanda, Tansania, Uganda, Zaire, Zentralafrika, Champagne, Frankreich. (1987) Island. (1986) Die Zuflüsse des Bodensees, Deutschland, Österreich, Schweiz. (1985)  England, Irland, Schottland  und Wales. (1984) Schweden/Nord Kap: Dänemark, Finnland, Norwegen und Schweden. (1982)  Worpswede/Teufelsmoor. (1978) Tiber, Rom, Italien, 24 Stunden Projekt: Wupper, Wuppertal. (1977) Erstes Naturaquarell, Seine, Paris, Frankreich.

### Blindzeichnungen
Für seine Blindzeichnungen verband Reis sich die Augen und zeichnete mit zwei Stiften und mit beiden Händen. In Erweiterung dieser Technik befestigte Reis dann 5 oder 10 Stifte an seinen Fingern, arbeitet mal mit der rechten, mal mit der linken, mal mit beiden Händen.
Der Titel der Arbeiten Manifest der Impulse wie auch die verwendete Zeichentechnik rücken diese Arbeiten in die Nähe des Automatismus, wobei der Künstler sich vor allem vom Geräusch der Stifte auf dem Papier inspirieren lässt.

### Zugspuren
Mario Reis lässt metallene Flächen von Zugrädern überrollen, so dass Abriebe, Bruchstellen und Verformungen entstehen. Die entstandenen Arbeiten aus den Zugspuren versteht er als Druckgrafik.

### Salzarbeiten
Die kleinformatigen, abstrakten Arbeiten aus Salz weisen eine kristalline Oberfläche auf und haben ein blockartiges Format.

## Auszeichnungen
- 1972 Förderstipendium der Stadt Gelsenkirchen
- 1976–1977 Cité Internationale des Arts, Paris-Stipendium
- 1978 Casa Baldi, Italienstipendium des Landes NRW
- 1979 Förderpreis der Staatl. Kunstakademie Düsseldorf
- 1979–1980 DAAD-Stipendium nach Paris
- 1981 Kunstpreis der Stadt Gelsenkirchen
- 1982 Barkenhoff-Stipendium
- 1990 Silber-Preis der Osaka Triennale, Japan
- 1995 Gelsenkirchen-Stiftung, Publikationsförderung
- 1996 Suntory Prize, Osaka, Japan

## Arbeiten in öffentlichen Sammlungen
Auswahl
Albuquerque (USA), Albuquerque Museum. Berlin, Staatl. Museen Preussischer Kulturbesitz, Kupferstichkabinett. Billings (USA), Yellowstone Art Museum. Biel (CH), Kunstverein Biel, Centre Pasqu’Art. Boise (USA), Boise Art Museum. Calgary (CAN), Glenbow Museum. Chicago (USA), Gerling Credit Insurance Company. Colorado Springs (USA), Colorado Springs Fine Art Center. Dresden, Staatl. Kunstsammlungen Dresden, Kupferstich-Kabinett. Essen, RWE AG. Frankfurt, Deutsche Bundesbank, Deutsche Bank/Graf. Sammlung. Friedrichshafen, Städt. Bodenseemuseum.  Karlsruhe, Städt. Galerie Prinz-Max-Palais. Köln, Gerling-Konzern. Kyoto (J), Modern Art Museum Kyoto. Lethbridge (CAN), University of Alberta, University Art Gallery, City of Lethbridge. Osaka (J), Contemporary Art and Culture Center. Paris (F), Ville de Paris, Direction des Affaires Culturelles. Sante Fé (USA), Museum of Fine Arts. Schwäbisch Hall, Städt. Galerie Schwäbisch Hall. Stuttgart, Ministerium für Wissenschaft und Kunst des Landes Baden-Württemberg. Takayama (J), Vell Aoyama Takayama Museum. Taos (USA), Harwood Museum of Art. Toronto (CAN), Prudential Insurance. Ulm, Ulmer Museum. Vancouver (CAN), University of British Columbia, Architecture Gallery.

## Ausstellungen
Zahlreiche Einzel- und Gruppenausstellungen im In- und Ausland, darunter in Chicago (USA), Osaka (J), Paris (F), San Francisco (USA), Mailand (I), Houston (USA), Venedig (I), Ketchum (USA), Bregenz (A), Hafnarfjoerdur (ISE), Aachen, Pfäffikon (CH), Sydney (AUS), Toronto (CAN), Santa Fe (USA), Düsseldorf, Mexiko-Stadt (MEX), Sharjah (UAE), Gent (B), Denver (USA), Hamburg, Köln, München,  Darmstadt, Kuala Lumpur (Malaysia), Mainz, Calgary (CAN), Essen, Colorado Springs (USA),  Penang (Malaysia), Santa Monica (USA), Taos (USA), Rotterdam (NL), Nara (J), Regensburg, Heidelberg,  Berlin, San Jose (USA), Seattle (USA), Recklinghausen, Crest (F), Münster, Boulder (USA), Bilbao (E), Ulm, Guadalajara (MEX), Hannover, Bremen, Minneapolis (USA), Bremerhaven,  Valence (F), Takayama (J), Gelsenkirchen, Liége (B), Karlsruhe, Salt Lake City (USA), Kyoto (J), El Paso (USA).